# Dhamnar
Dhamnar és un poble de Madhya Pradesh, famós per les exacacions que han posat a la llum restes budistes i bramàniques en uns turons propers.
Les restes budistes són una sèrie de coves (catorze principals) a la pedra algunes per habitació i altres com a monestirs (vidhra) o esglésies (chaitya). La més important es Bari Kacheri (Gran pati) que inclou una sala i una stupa i un pòrtic amb pilars, i la millor Bhim Bazar que és la més llarga i combina una chaitya amb una vidhra tenint també stupa; la resta són petites i només una inclou una figura de Buda. Estan datades entre els segles V i VII.
Les restes bramàniques estan al nord de les budistes. Un gran forat fou excavat a la roca formant una capella central rodejada de set altres menors amb aparença de temple ordinari. Originalment era un temple dedicat a Vixnu i tenia una estàtua de quatre braços de la deïtat i després es va afegir un lingam. Està datat entre el segle viii i IX.
Coves similars s'han trobat a Poladongar prop de Garot, Kholvi, Awar, Benaiga, Hatigaon i Ramagaon, tot en un radi de 32 km.